# Caravaggio - L'anima e il sangue
Caravaggio - L'anima e il sangue è un film d'arte del 2018 prodotto da Sky e Magnitudo Film, diretto da Jesus Garces Lambert.

## Trama
l film racconta la storia del geniale e controverso pittore italiano Michelangelo Merisi, in arte Caravaggio, avvalendosi della consulenza scientifica di Claudio Strinati e degli interventi di Mina Gregori, Presidente della Fondazione di Studi di Storia dell’Arte, Roberto Longhi e Rossella Vodret, curatrice della mostra “Dentro Caravaggio,” a Palazzo Reale a Milano fino al 28 gennaio 2018.
Il film è un vero e proprio excursus emozionale e investigativo che ci guida nella vita di Caravaggio, nelle opere e nei suoi tormenti attraverso i luoghi che ancora oggi custodiscono i suoi capolavori: Milano, Firenze, Roma, Napoli e Malta.
In questo excursus la vita tormentata di Caravaggio è ricostruita attraverso una ricerca documentale approfondita che ha inizio all’Archivio Storico Diocesano di Milano (dove oggi è conservato l’atto di battesimo datato 29 settembre 1571), spostandosi poi all’Archivio di Stato di Roma (dove troviamo testimonianze della vita di Caravaggio quale personaggio tenebroso, spavaldo, sanguigno).
Le riprese con protagonisti attivi nella scena, personaggi del reale e non attori, gente comune così come comuni erano i modelli usati dal Caravaggio, consente una relazione diretta ed empatica con lo spettatore.

## Produzione
Il film è un progetto sviluppato dai creatori di “Raffaello – il Principe delle Arti – in 3D” e “Firenze e gli Uffizi in 3D”. Una produzione originale Sky con Magnitudo Film, con il riconoscimento della Direzione Generale Cinema del Ministero dei beni e delle attività culturali e del turismo, con il Patrocinio del Comune di Milano realizzato in collaborazione con Palazzo Reale e Vatican Media (già Centro Televisivo Vaticano) e con il sostegno di Malta.
Le riprese si sono svolte a Milano, Firenze, Roma, Napoli e Malta.
Il film ha ottenuto il Riconoscimento della Direzione generale Cinema del MiBACT.

## Distribuzione
In Italia il film è stato distribuito per tre giorni, dal 19 al 21 febbraio 2018.
Il 4 novembre 2018 è stata trasmessa la prima visione sui canali Sky Cinema Cult e Sky Arte.

## Opere

### Opere di Caravaggio presenti nel film
1. Canestra di frutta (Olio su tela – 1594-1598), Pinacoteca Ambrosiana – Milano
2. Autoritratto in veste di Bacco aka Bacchino Malato (Olio su tela – 1593-1594 ca), Galleria Borghese – Roma
3. I Bari (Olio su tela – 1595), Kimbell Art Museum – Fort Worth
4. Buona Ventura (seconda versione) (Olio su tela – 1596-1597), Museo del Louvre – Parigi
5. I Musici (Olio su tela – 1597 ca), The Metropolitan Museum of Art – New York
6. Suonatore di liuto (prima versione) (Olio su tela – 1595-1596 ca), Museo dell’Ermitage – San Pietroburgo
7. Bacco (Olio su tela – 1597-1598 ca), Galleria degli Uffizi – Firenze
8. Riposo durante la fuga in Egitto aka Riposo dalla fuga in Egitto (Olio su tela – 1595-1596 ca), Galleria Doria Pamphilj – Roma
9. Amor vincit omnia aka Amor Vincit Omnia aka Amor Vincitore (Olio su tela – 1602-1603), Staatliche Museen zu Berlin – Gemäldegalerie
10. Scudo con Testa di Medusa (Olio su tela – 1598 ca), Galleria degli Uffizi – Firenze
11. Ragazzo morso da un ramarro (prima versione) (Olio su tela – 1595-1600), National Gallery – Londra
12. Ragazzo morso da un ramarro (seconda versione) (Olio su tela – 1595-1596), Fondazione Longhi – Firenze
13. Sacrificio di Isacco (Olio su tela – 1598), Galleria degli Uffizi – Firenze
14. Vocazione di San Matteo (Olio su tela – 1599), Chiesa di San Luigi dei Francesi, Cappella Contarelli – Roma
15. Martirio di San Matteo (Olio su tela – 1599-1600), Chiesa di San Luigi dei Francesi, Cappella Contarelli – Roma
16. Martirio di San Matteo, immagine a raggi x, Correlata a Soprintendenza Speciale per il Patrimonio Storico, Artistico ed Etnoantropologico e per il Polo Museale della Città di Roma
17. San Matteo e l'angelo (prima versione) (Olio su tela oggi distrutta – 1602) foto in b/n, Staatliche Museen zu Berlin – Gemäldegalerie
18. San Matteo e l'angelo (Olio su tela – 1602), Chiesa di San Luigi dei Francesi, Cappella Contarelli – Roma
19. Crocefissione di San Pietro aka Crocefissione di San Pietro (Olio su tela – 1600-1601), Basilica di Santa Maria del Popolo, Cappella Cerasi – Roma
20. Conversione di San Paolo (seconda versione) aka Caduta di Saulo  (Olio su tela 1600-1601), Basilica di Santa Maria del Popolo, Cappella Cerasi – Roma
21. Deposizione dalla Croce aka Deposizione di Cristo (Olio su tela – 1604), Pinacoteca Vaticana, Musei Vaticani – Città del Vaticano
22. Marta e Maria Maddalena (Olio su tela – 1598 ca), Detroit Institute of Arts Museum – USA
23. Maddalena Penitente (Olio su tela – 1595 ca), Galleria Doria Pamphilj – Roma
24. Giuditta e Oloferne (Olio su tela – 1599 ca), Gallerie Nazionali di Arte Antica di Roma, Palazzo Barberini – Roma
25. Madonna dei Pellegrini (Olio su tela – 1605), Basilica di Sant’Agostino in Campo Marzio – Roma
26. Morte della Vergine (Olio su tela – 1604), Museo del Louvre – Parigi
27. Madonna dei Parafrenieri aka Madonna dei Palafrenieri (Olio su tela – 1605-1606), Galleria Borghese – Roma
28. Cena in Emmaus (seconda versione) (Olio su tela – 1605-1606), Pinacoteca di Brera – Milano
29. Sette Opere di Misericordia (Olio su tela – 1606-1607), Pio Monte della Misericordia – Napoli
30. Flagellazione di Cristo (Olio su tela – 1607-1608), Museo di Capodimonte – Napoli
31. Ritratto di Alof de Wignacourt con paggio (Olio su tela – 1607), Museo del Louvre – Parigi
32. San Girolamo scrivente (seconda versione) (Olio su tela – 1608), Concattedrale di San Giovanni, La Valletta – Malta
33. Decollazione di San Giovanni Battista aka Decollazione di San Giovanni (seconda versione) (Olio su tela – 1608), Concattedrale di San Giovanni, La Valletta – Malta
34. Seppellimento di Santa Lucia (Olio su tela – 1608), Chiesa di Santa Lucia alla Badia - Siracusa
35. David con la testa di Golia  (Olio su tela – 1606), Galleria Borghese – Roma

### Opere di altri artisti presenti nel film
1. Ritratto di Caravaggio (Carboncino nero e pastelli su carta blu – 1621), Ottavio Leoni, Biblioteca Marucelliana – Firenze
2. Angelica e Medoro (Olio su tela – 1535-1599), Simone Peterzano, Collezione privata
3. Pietà (Olio su tela – 1584), Simone Peterzano, San Fedele – Milano
4. I Tre Filosofi (Olio su tela – 1504-1505 ca), Giorgione, Kunsthistorisches Museum – Vienna
5. Ultima Cena (Tempera grassa su intonaco – 1495-1498), Leonardo Da Vinci, Museo del Cenacolo Vinciano – Milano
6. Autoritratto Cavalier d’Arpino (Giuseppe Cesari) (Olio su tela – 1640), Giuseppe Cesari (Cavalier d’Arpino), Accademia Nazionale di San Luca – Roma
7. Ritratto di Vincenzo Giustiniani (Incisione – 1631), Claude Mellan, The Metropolitan Museum of Art – New York
8. Ritratto del Cardinale Scipione Borghese (Disegno - 1587-1630 ca), Ottavio Leoni, Staatliche Museen zu Berlin – Kupferstichkabinett
9. Presunto Ritratto di Costanza Sforza Colonna (Olio su tavola – XVI secolo), Pittore del XVI Secolo, Galleria Colonna – Roma
10. Latomie (Disegno – 1753-1794), Claude Louis Chatelet, Dal volume “Voyage pittoresque a Naples et en Sicile” di Jean-Claude Richard de Saint-Non (pubblicato da Dufour, 1829, Parigi), Siracusa